# Мама Роза (фильм, 2016)
«Мама Роза» (таг. Ma' Rosa) — филиппинский драматический фильм, снятый Бриянте Мендосой. Мировая премьера ленты состоялась 18 мая 2016 на Каннском кинофестивале.

## Сюжет
Фильм рассказывает о судьбе четырёх детей, которые пытаются освободить своих родителей из тюрьмы, которых посадили за продажу метамфетамина.

## В ролях
| Актёр          | Роль     |
| -------------- | -------- |
| Жаклин Хосе    | Роса     |
| Хулио Диас     | Нестор   |
| Барон Хейслер  | Сумпай   |
| Хомар Анхелес  | Эрвин    |
| Нил Райан Сесе | Оливарес |